# 一ツ橋文芸教育振興会
公益財団法人一ツ橋文芸教育振興会（ひとつばしぶんげいきょういくしんこうかい）とは、高等学校における文芸教育の助成事業、文芸出版向上のための調査研究および助成事業などを実施している公益法人。元文部科学省所管。

## 概要
大手出版社である集英社が、1976年（昭和51年）に創業50周年を記念し、青少年の教育に熱心であった創業者故相賀武夫の遺徳をしのび顕彰するために設立した。青少年に対する学校教育の助成振興をはかり、あわせて青少年文化の向上発展に寄与することを目的としている。

## 沿革
- 1976年5月、文部大臣より公益法人の許可を受け設立。初代理事長は元文部大臣の剱木亨弘。「高校生のための文化講演会」事業を集英社宣伝部より引き継ぐ。
- 1981年、全国高校生読書体験記コンクール（後述）募集開始。
- 1984年、日米高校生を中心に高校生実態調査を日本青少年研究所との共同で実施。
- 1985年、高校国語教育研究活動への助成を開始。
- 1987年、全国高等学校文芸コンクールを中心とした、全国高等学校文化連盟への助成を開始。
- 1995年、コバルト・ノベル大賞、ロマン大賞に対し助成金などの後援を開始。
- 2002年、スーパーダッシュ小説新人賞への助成を開始。
- 2007年、森の聞き書き甲子園（このとき第6回）への助成を開始。

## 事業
青少年期における人間形成の重要性を考慮し、事業の対象を高校生にしぼっていることが特徴である。「寄付行為」では以下の事業を行うとしている。
一  高等学校における文芸教育の助成
二  高等学校生徒を対象とする育英奨学金制度の実施
三  文芸出版向上のための調査研究および助成
四  その他前条の目的 を達成するに必要な事業

### 具体的な事業
高校生のための文化講演会
財団設立前の1966年に集英社が日本文学全集の刊行を記念し開始。毎年全国の高等学校70～80校にて実施。作家、詩人、学者、漫画家など様々な人が講師になり、自身の高校生時代の思い出や読書の楽しみなどを語る。実施校には集英社文庫図書館セット（100冊）と講師の著書を贈呈する。
高校生読書体験記コンクール
単なる読書感想文ではなく、読書することで自分がどう変わったかという体験を綴った作文を募集する。最優秀者には文部科学大臣奨励賞が授与される。中央入賞者（最終選考入賞者）在籍校には、集英社文庫図書館セット(100冊)が贈呈される。
高校生実態調査への協力事業
財団法人日本青少年研究所が行っている高校生の実態調査（日本、米国、中国、韓国4カ国の高校生の「生活と意識」を基本的なテーマとした比較調査、毎年実施）へ助成。
高等学校国語教育研究連合会関係への助成
全国高等学校国語教育研究連合会（通称・全国連）および各都道府県の高等学校教育研究会国語部会からの講師派遣要請に応える。講師は作家が中心。
全国高等学校文化連盟(高文連)及び各都道府県高等学校文化連盟への助成
全国高文連、各都道府県高文連の文芸専門部及び図書専門部の活動を中心に助成。中央・地方の各高校生文芸コンクール、図書部、図書館関連などの文芸・読書活動へ協力する。文芸活動の活性化、読書運動の推進の一助となるよう、講演会への講師の派遣も行う。
- 全国高等学校文芸コンクールへの協賛

- 表彰式（兼受賞者交流・意見交換）への講演講師派遣
- 文芸部誌部門の優秀校に「一ツ橋文芸教育振興会賞」を授与。賞状と集英社文庫（50冊セット）を贈呈。

集英社コバルト三賞への助成
ノベル大賞、ロマン大賞、スーパーダッシュ小説新人賞への助成
聞き書き甲子園への助成
高校生100人が自然と関わるさまざまな職種の“名人”を訪ね、一対一で「聞き書き」をする事業（林野庁、文部科学省、社団法人国土緑化推進機構、NPO法人共存の森ネットワーク主催）への助成。
地震の被災高校生・被災高校への支援
北海道南西沖大地震により被災した奥尻高校へ見舞金、国語辞典を贈り、奨学生も採用。（1993年）
阪神大震災時、4名の奨学生を増員採用。（1994年）
新潟県中越地震罹災生徒4名へ奨学金を給付（返済不要）。（2004年）